# Vale do Canindé
A região Vale do Canindé é uma dos doze Territórios de Desenvolvimento do Piauí, regiões criadas pela Lei Complementar Nº 87/2007 e ratificadas pela Lei 6.967/2017 , em que se dividem o estado para fins de planejamento político/administrativo e implementação de projetos intermunicipais entre localidades dentro do mesmo polo, além de fornecer dois assentos para os Conselhos do Governo do Piauí..

## Municípios
Municipalidades listadas em ordem alfabética:
- Bela Vista do Piauí
- Cajazeiras do Piauí
- Campinas do Piauí
- Colônia do Piauí
- Conceição do Canindé
- Floresta do Piauí
- Isaías Coelho
- Oeiras
- Santa Cruz do Piauí
- Santa Rosa do Piauí
- Santo Inácio do Piauí
- São Francisco de Assis do Piauí
- São João da Varjota
- São Miguel do Fidalgo
- Simplício Mendes
- Tanque do Piauí
- Wall Ferraz

Os municípios deste território se localizam em várias regiões geográficas intermediárias, utilizada para fins estatísticos do IBGE, incluindo todos os integrantes da Região Geográfica Imediata de Oeiras, Região Geográfica Imediata de Simplício Mendes (exceptuando Paes Landim e Socorro do Piauí) e parte da Região Geográfica Imediata de Picos e no passado faziam parte da Microrregião do Alto Médio Canindé e Microrregião de Picos .